# Zapasy na Igrzyskach Panamerykańskich 2023
Zawody zapaśnicze rozgrywane w ramach Igrzysk Panamerykańskich 2023 odbywały się w dniach 1–4 listopada 2023. Areną zmagań było Choose Healthy Living Center w gminie La Reina, będącej częścią miasta Santiago, stolicy Chile. Rozegranych zostało 18 konkurencji – po sześć dla każdej z kategorii wagowych kobiet i mężczyzn.

## Medaliści i medalistki

### Mężczyźni

#### Styl klasyczny
| Konkurencja         | Złoto            | Srebro          | Brąz                            |
| Kategoria do 60 kg  | Ildar Hafizov    | Kevin de Armas  | Jeremy Peralta Raiber Rodríguez |
| Kategoria do 67 kg  | Luis Orta        | Julián Horta    | Andrés Montaño Nilton Soto      |
| Kategoria do 77 kg  | Kamal Bey        | Joílson Júnior  | Yosvanys Peña Emmanuel Benítez  |
| Kategoria do 87 kg  | Daniel Grégorich | Luis Avendaño   | Carlos Muñoz José Moreno        |
| Kategoria do 97 kg  | Gabriel Rosillo  | Luillys Pérez   | Kevin Mejía Igor Alves          |
| Kategoria do 130 kg | Óscar Pino       | Cohlton Schultz | Yasmani Acosta Moisés Pérez     |

#### Styl wolny
| Konkurencja         | Złoto                | Srebro          | Brąz                            |
| Kategoria do 57 kg  | Zane Richards        | Óscar Tigreros  | Darian Cruz Osmany Diversent    |
| Kategoria do 65 kg  | Alejandro Valdés     | Nahshon Garrett | Agustín Destribats Joseph Silva |
| Kategoria do 74 kg  | Tyler Berger         | Franklin Marén  | Adam Thomson Anthony Montero    |
| Kategoria do 86 kg  | Yurieski Torreblanca | Mark Hall       | Pedro Ceballos Hunter Lee       |
| Kategoria do 97 kg  | Kyle Snyder          | Arturo Silot    | Nishan Randhawa Cristián Sarco  |
| Kategoria do 125 kg | Mason Parris         | José Díaz       | Aaron Johnson Catriel Muriel    |

### Kobiety

#### Styl wolny
| Konkurencja        | Złoto             | Srebro               | Brąz                              |
| Kategoria do 50 kg | Yusneylis Guzmán  | Jacqueline Mollocana | Mariana Rojas                     |
| Kategoria do 53 kg | Lucía Yépez       | Laura Hérin          | Betzabeth Argüello Antonia Valdés |
| Kategoria do 57 kg | Giullia Rodrigues | Hannah Taylor        | Ángela Álvarez Luisa Valverde     |
| Kategoria do 62 kg | Laís Nunes        | María Santana        | Kayla Miracle Katherine Rentería  |
| Kategoria do 68 kg | Forrest Molinari  | Soleymi Caraballo    | Nicoll Parrado Olivia di Bacco    |
| Kategoria do 76 kg | Milaimys Marín    | Tatiana Rentería     | María Acosta Génesis Reascos      |

## Klasyfikacja medalowa
*   Gospodarz ( Chile)
| Miejsce | Reprezentacja     | Złoto | Srebro | Brąz | Razem |
| ------- | ----------------- | ----- | ------ | ---- | ----- |
| 1       | Kuba              | 8     | 5      | 3    | 16    |
| 2       | Stany Zjednoczone | 7     | 3      | 1    | 11    |
| 3       | Brazylia          | 2     | 1      | 1    | 4     |
| 4       | Ekwador           | 1     | 1      | 4    | 6     |
| 5       | Wenezuela         | 0     | 4      | 8    | 12    |
| 6       | Kolumbia          | 0     | 3      | 3    | 6     |
| 7       | Kanada            | 0     | 1      | 4    | 5     |
| 8       | Chile*            | 0     | 0      | 3    | 3     |
| 9       | Argentyna         | 0     | 0      | 2    | 2     |
| 9       | Portoryko         | 0     | 0      | 2    | 2     |
| 11      | Jamajka           | 0     | 0      | 1    | 1     |
| 11      | Peru              | 0     | 0      | 1    | 1     |
| 11      | Meksyk            | 0     | 0      | 1    | 1     |
| 11      | Honduras          | 0     | 0      | 1    | 1     |
| Razem   | Razem             | 18    | 18     | 35   | 71    |